# روسکف
روسکف (به فرانسوی: Roscoff) یک کمون در کشور فرانسه است که در canton of Saint-Pol-de-Léon واقع شده‌است.

## خصوصیات
روسکف ۶٫۱۹ کیلومترمربع مساحت و ۳٬۶۴۸ نفر جمعیت دارد و ۶ متر بالاتر از سطح دریا واقع شده‌است.

## نگارخانه

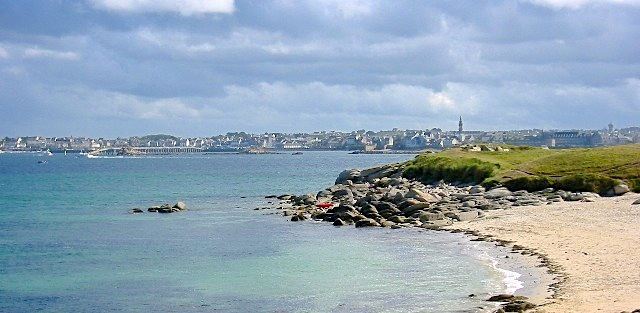
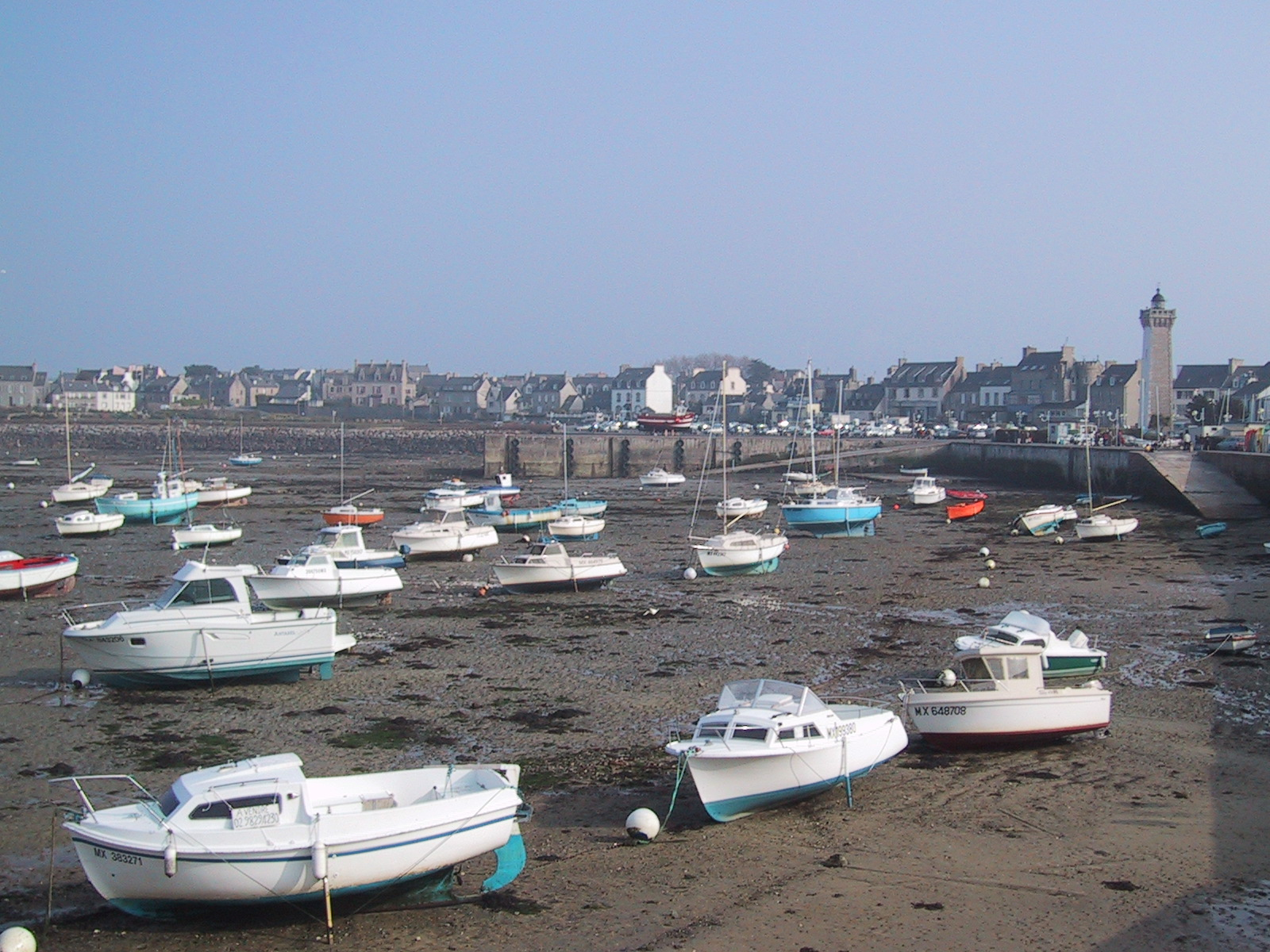
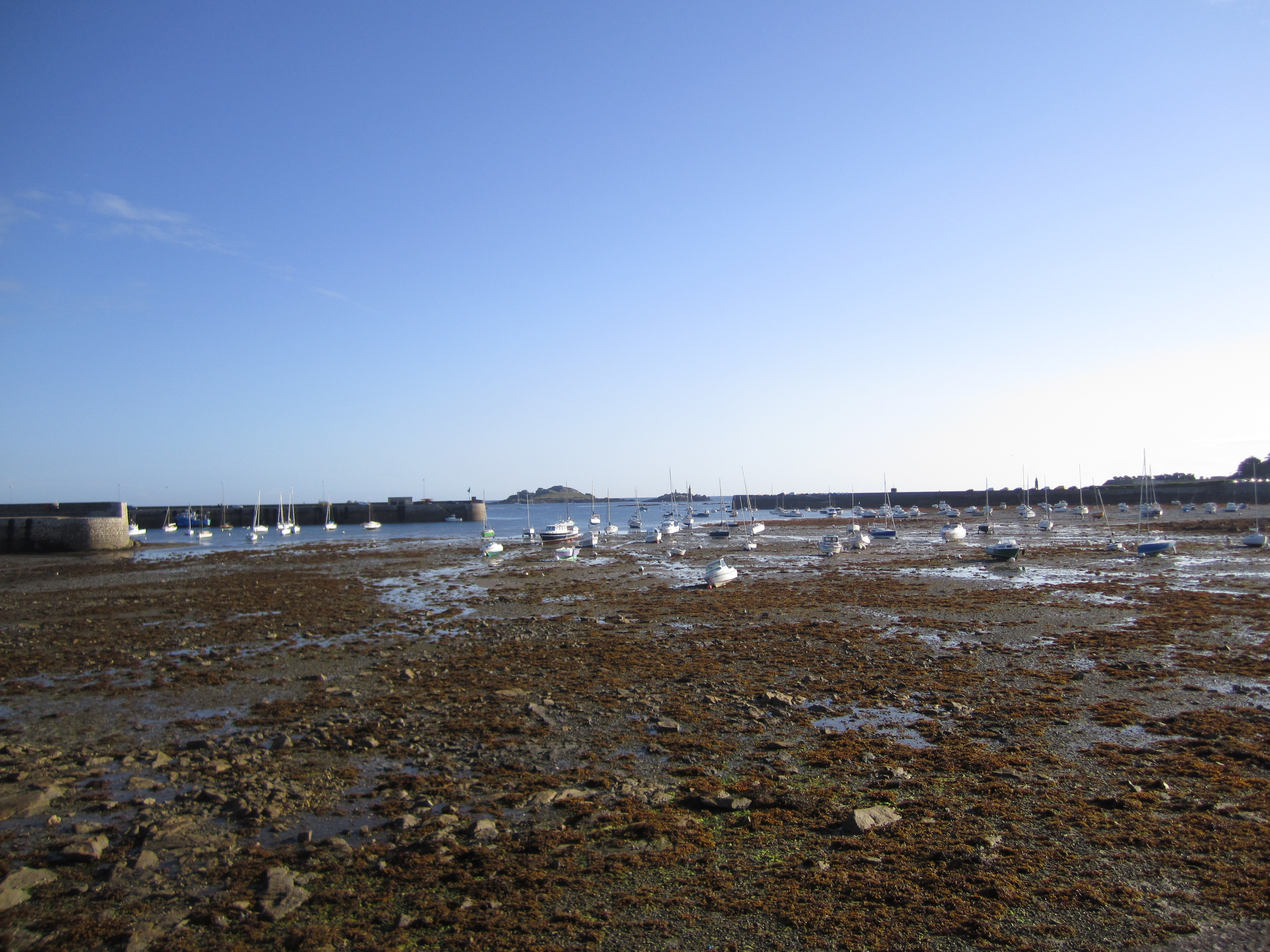
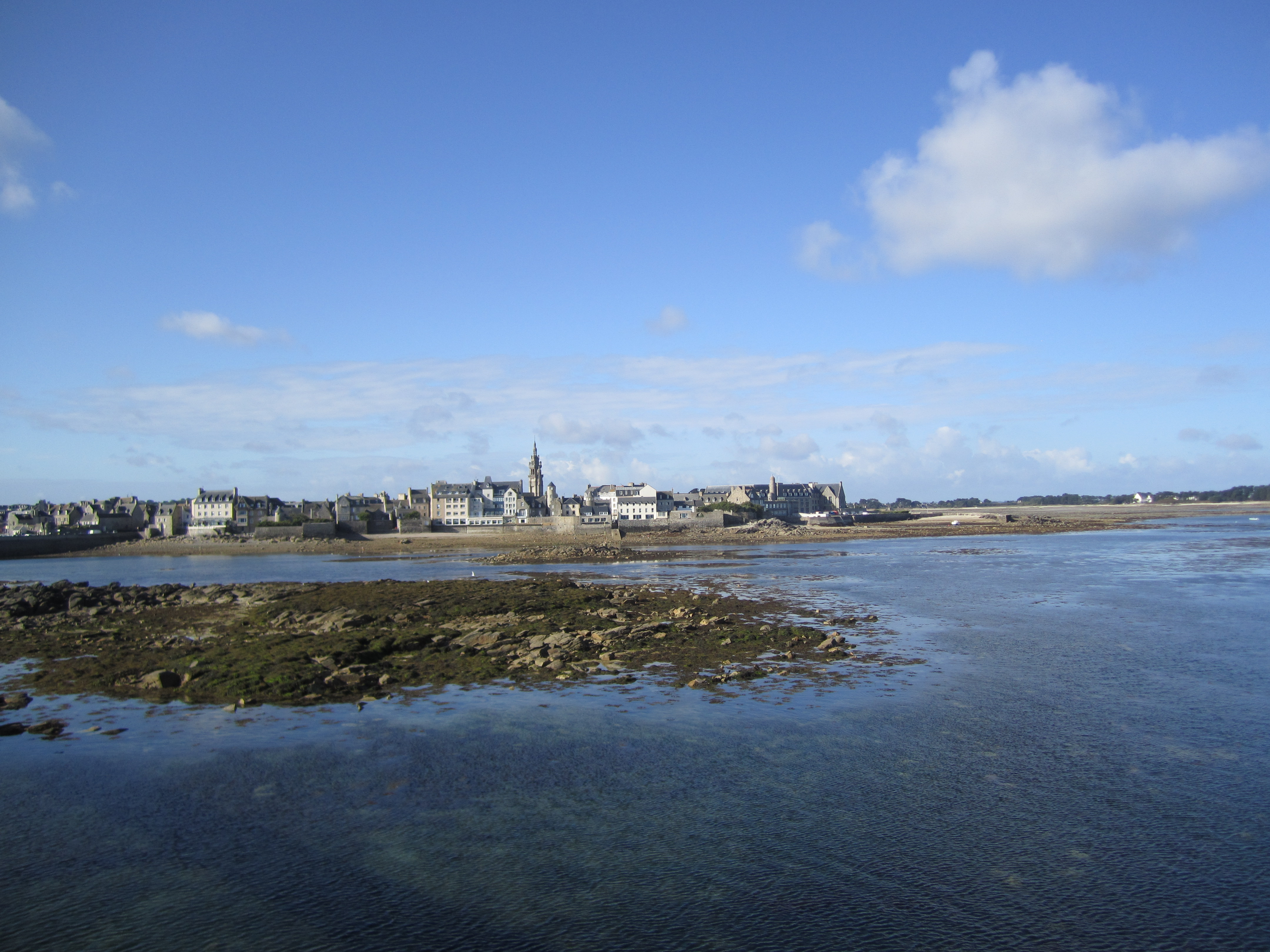
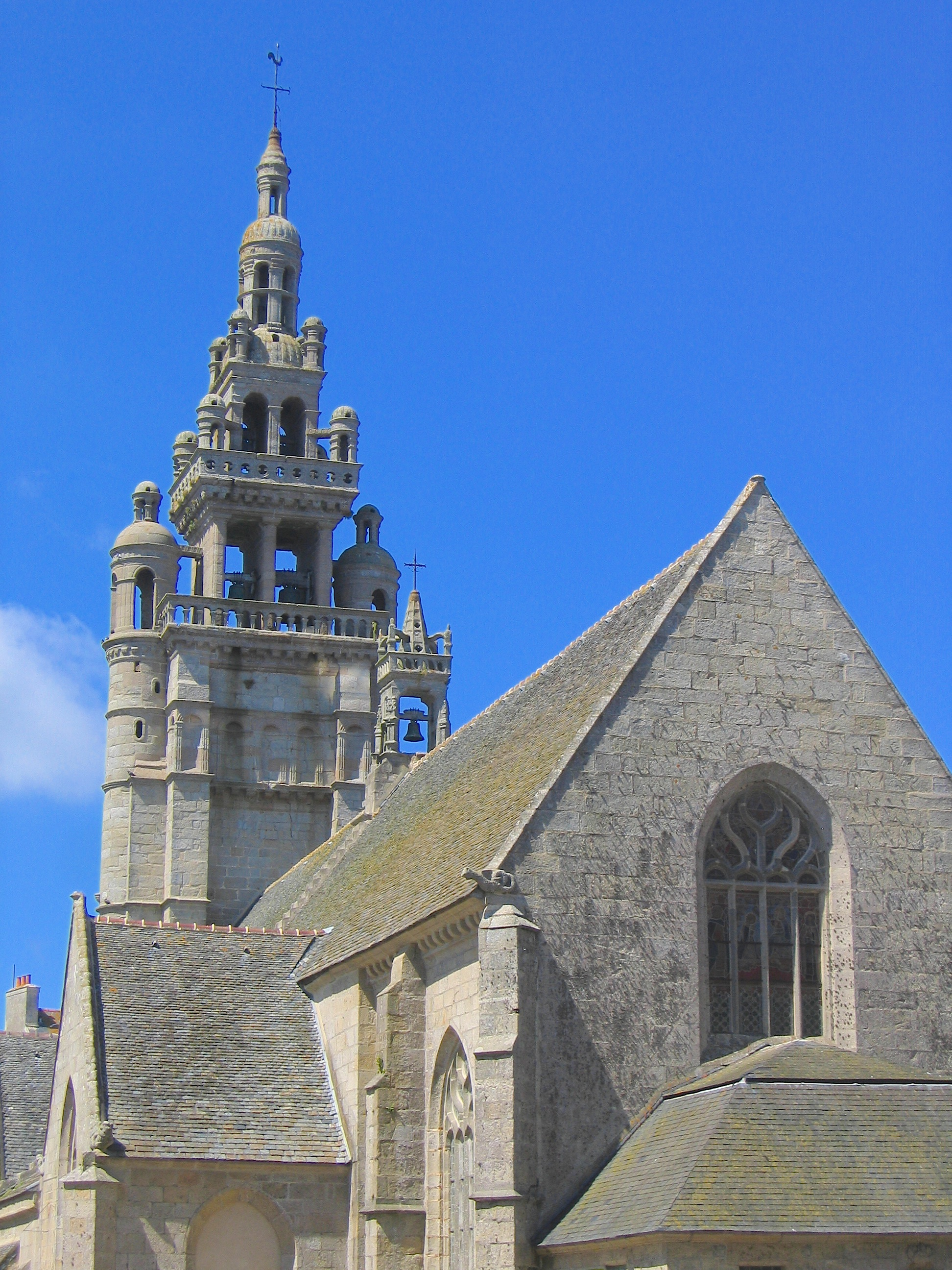
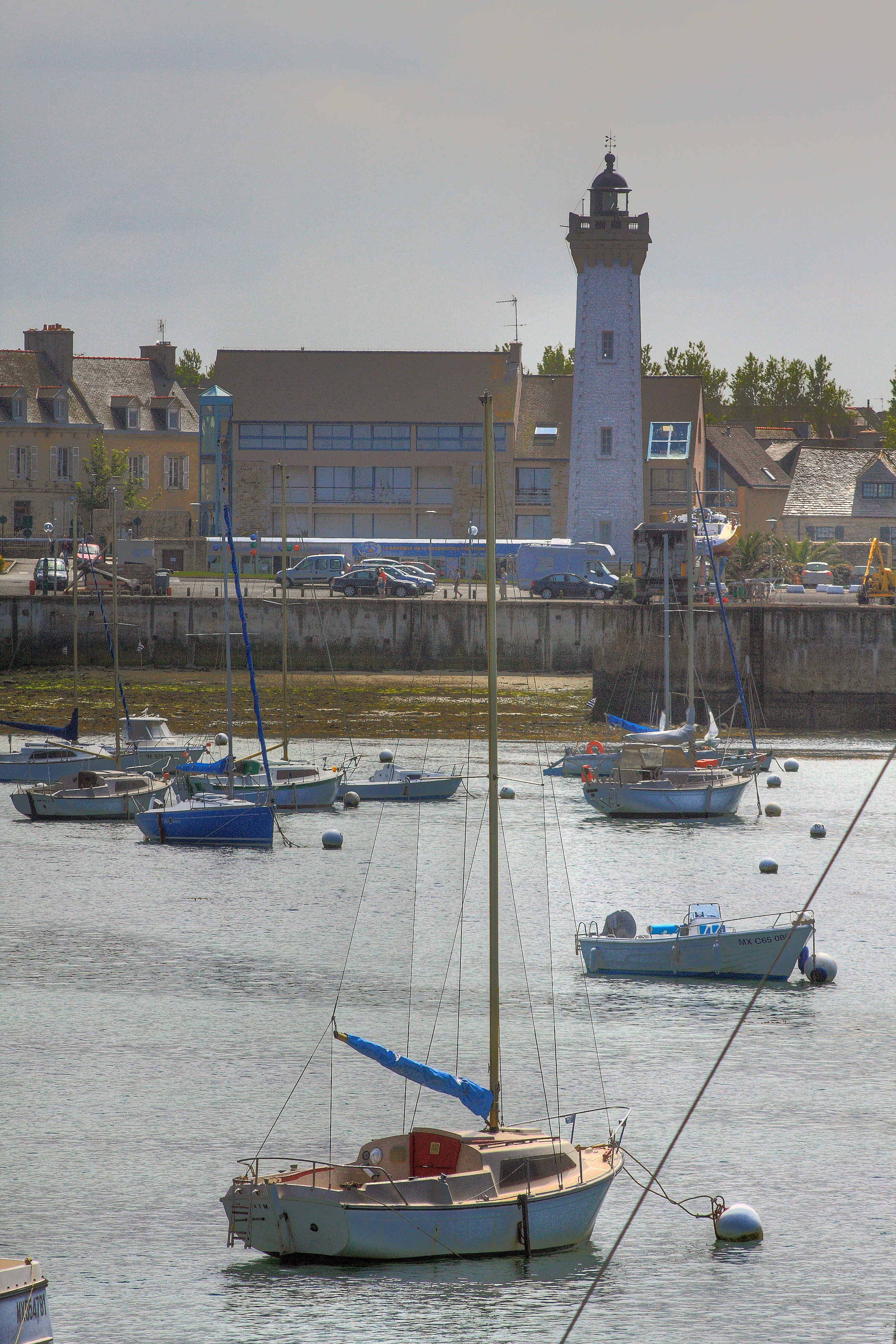
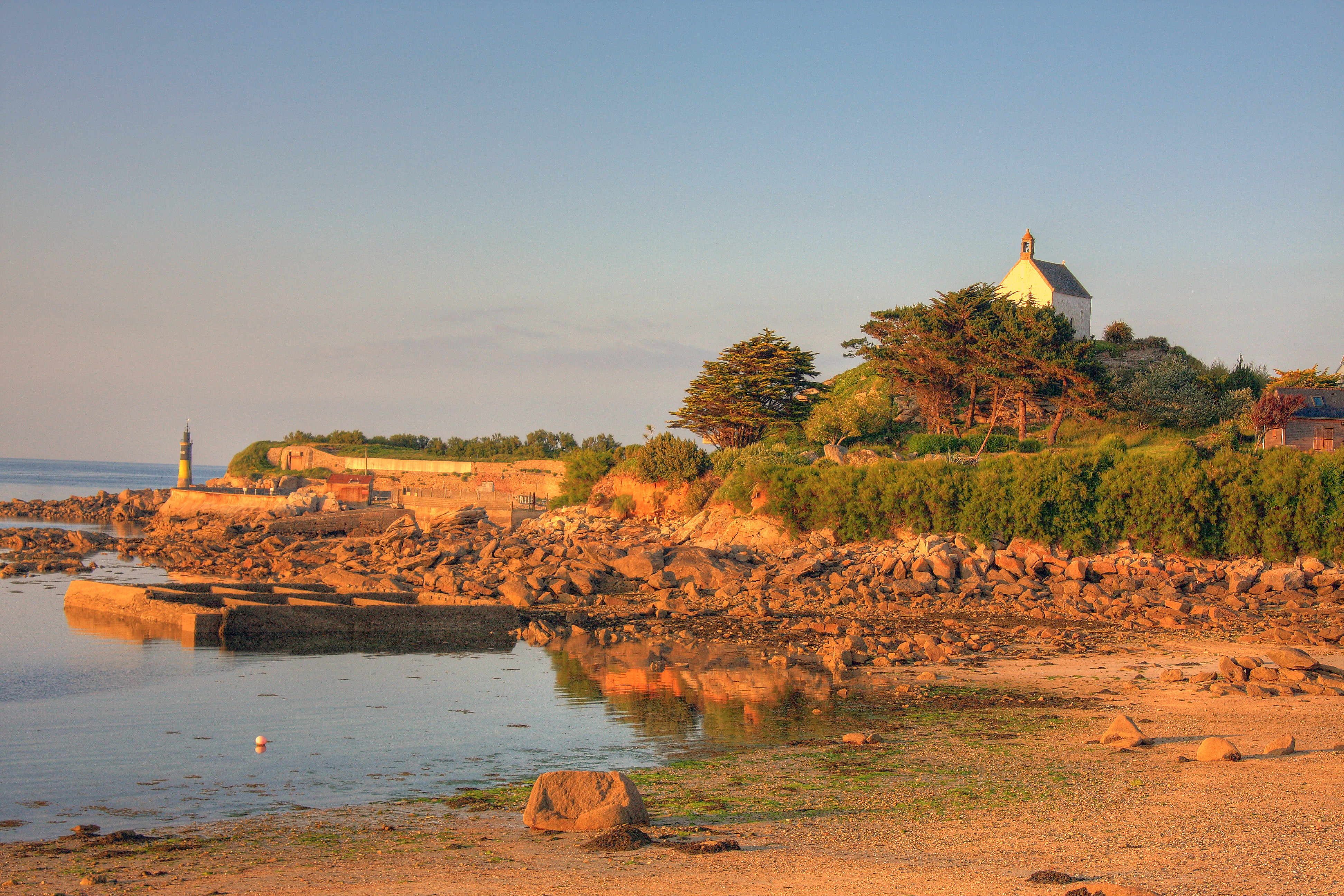
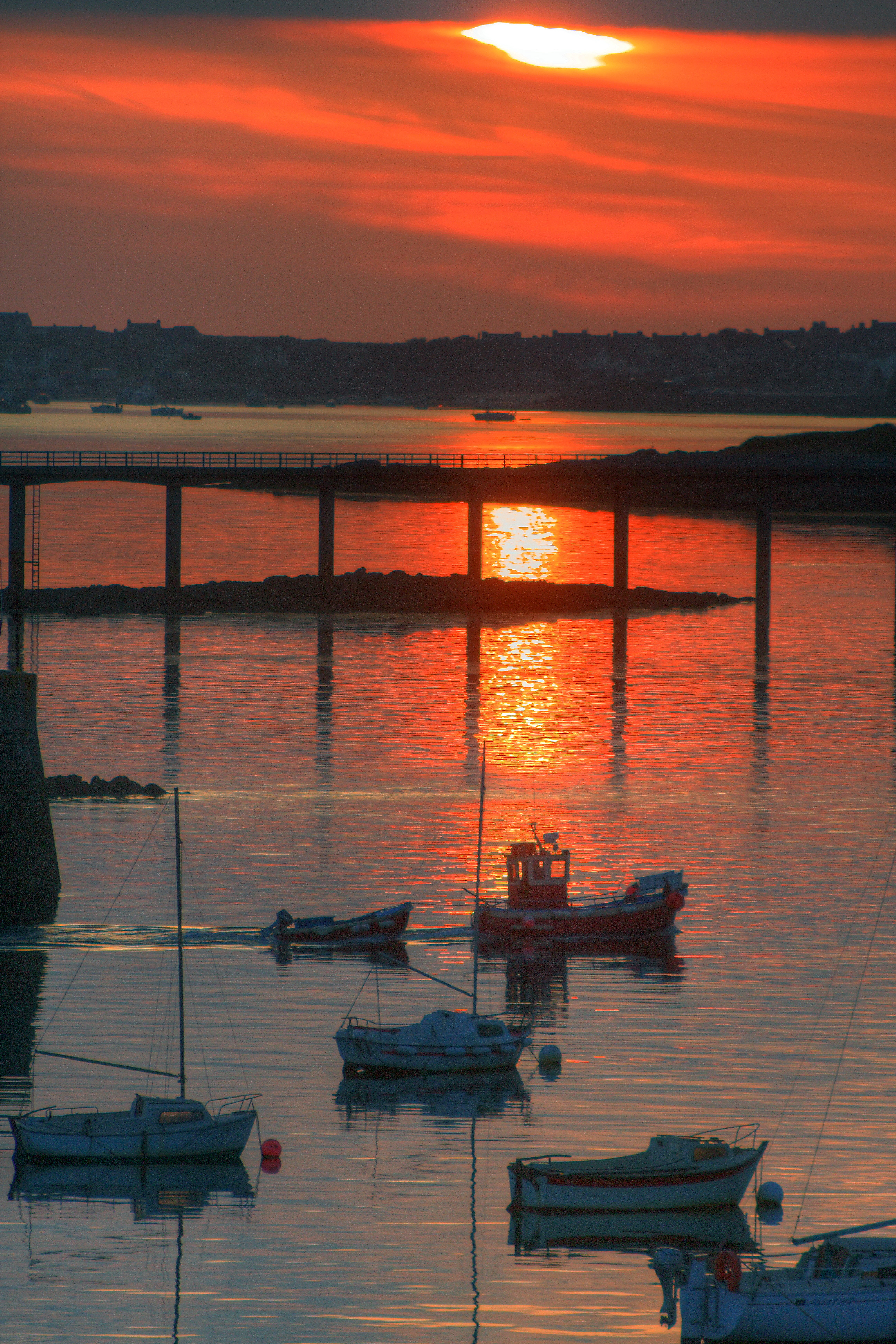
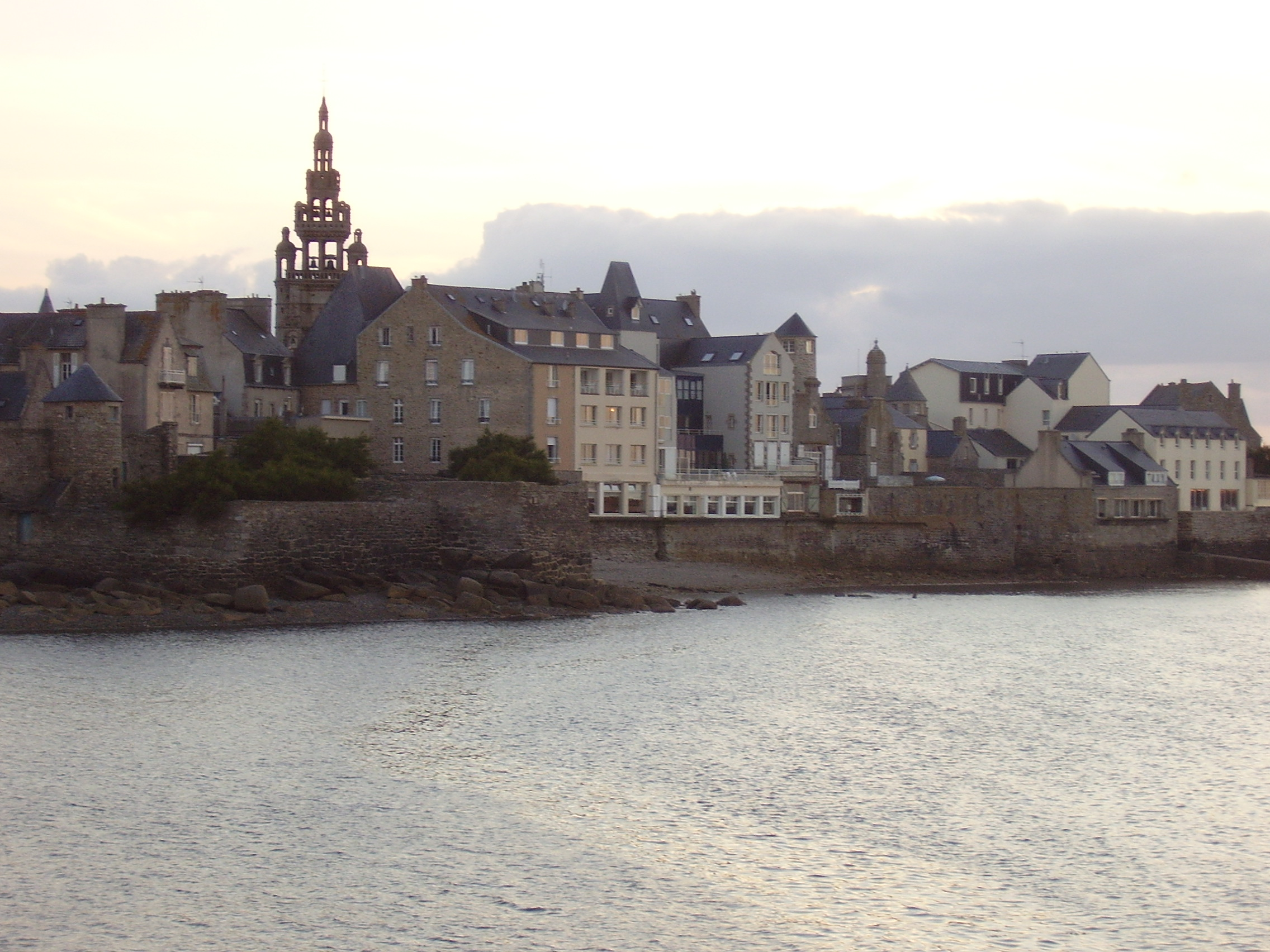
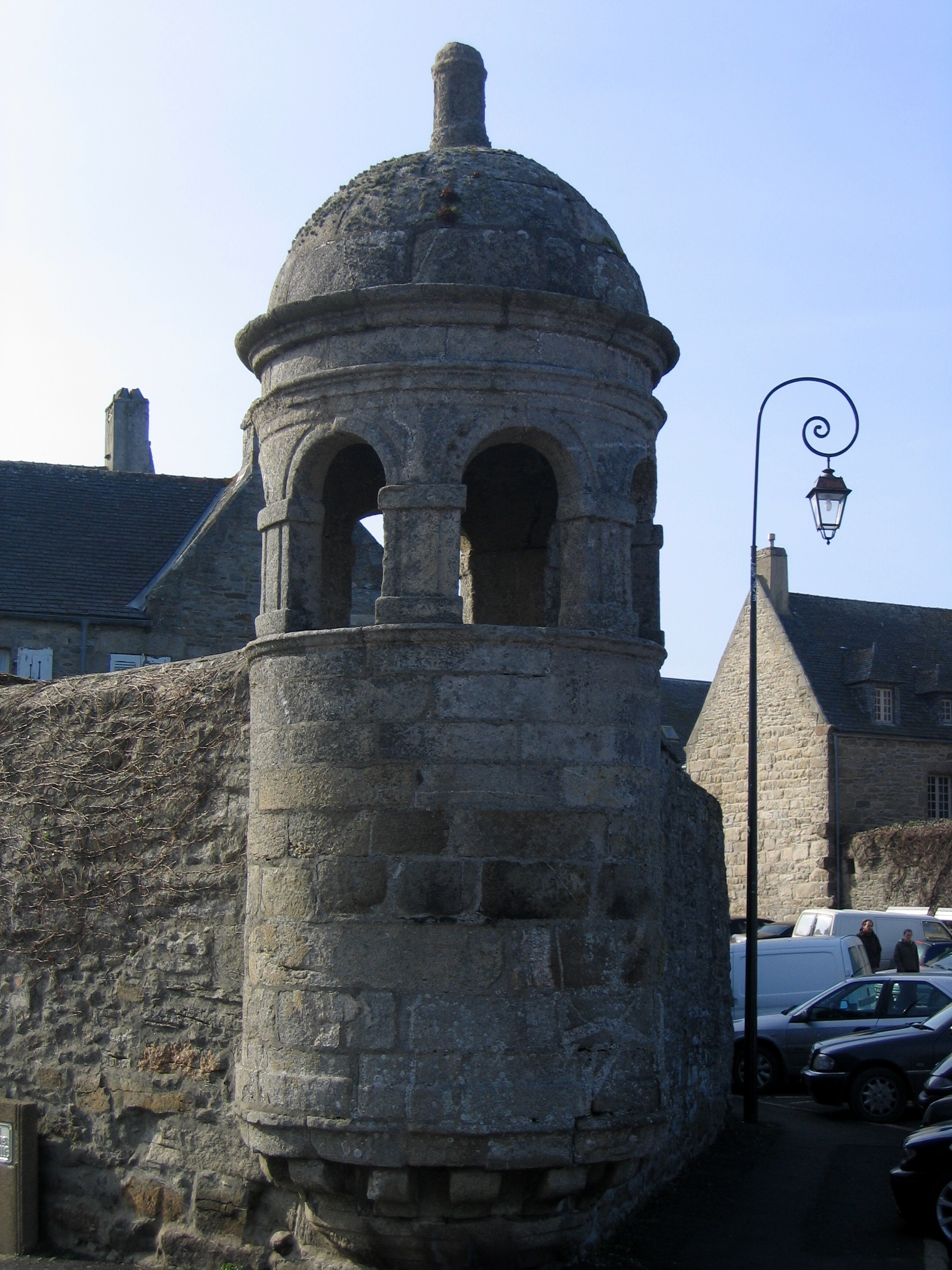
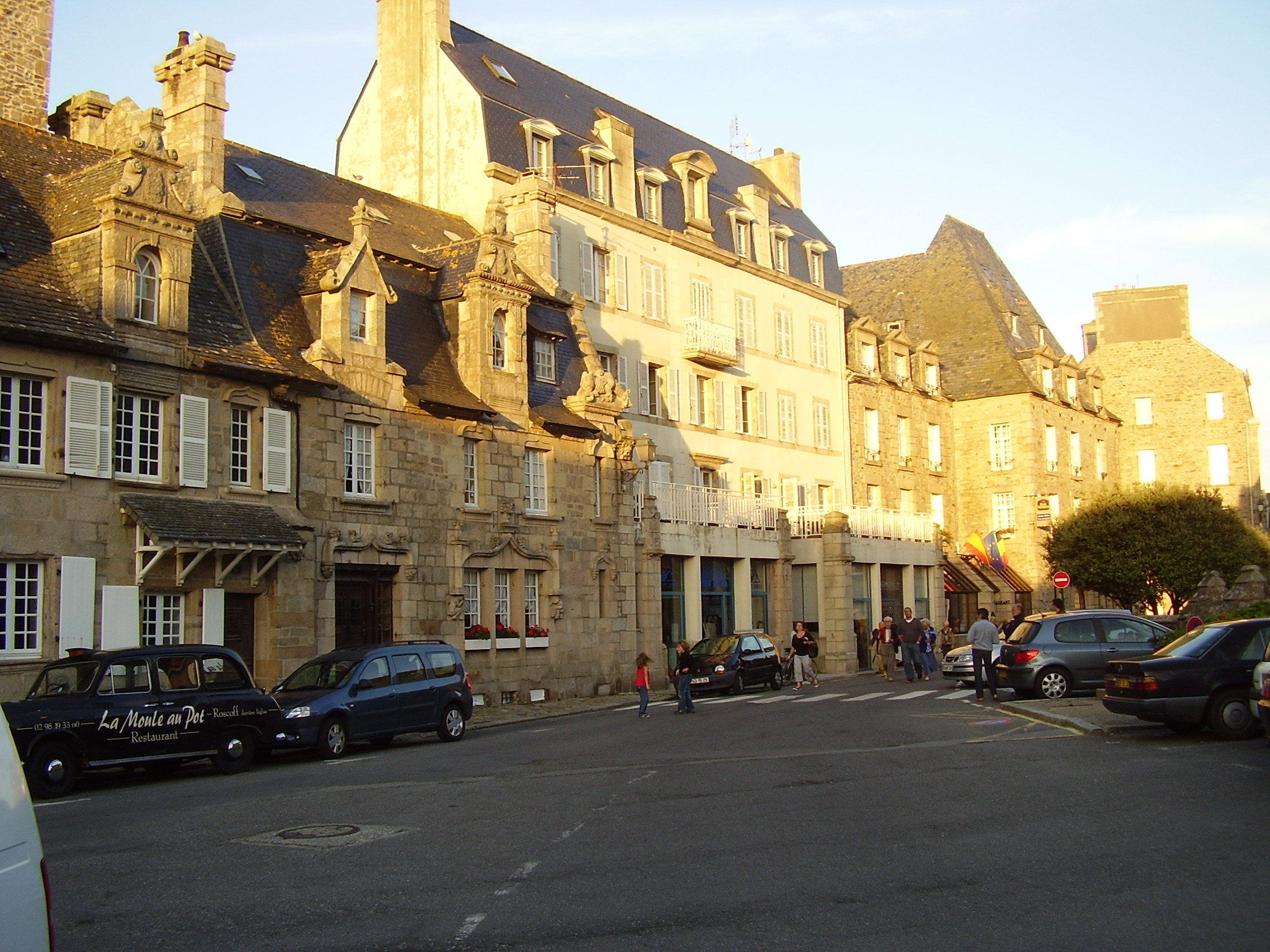
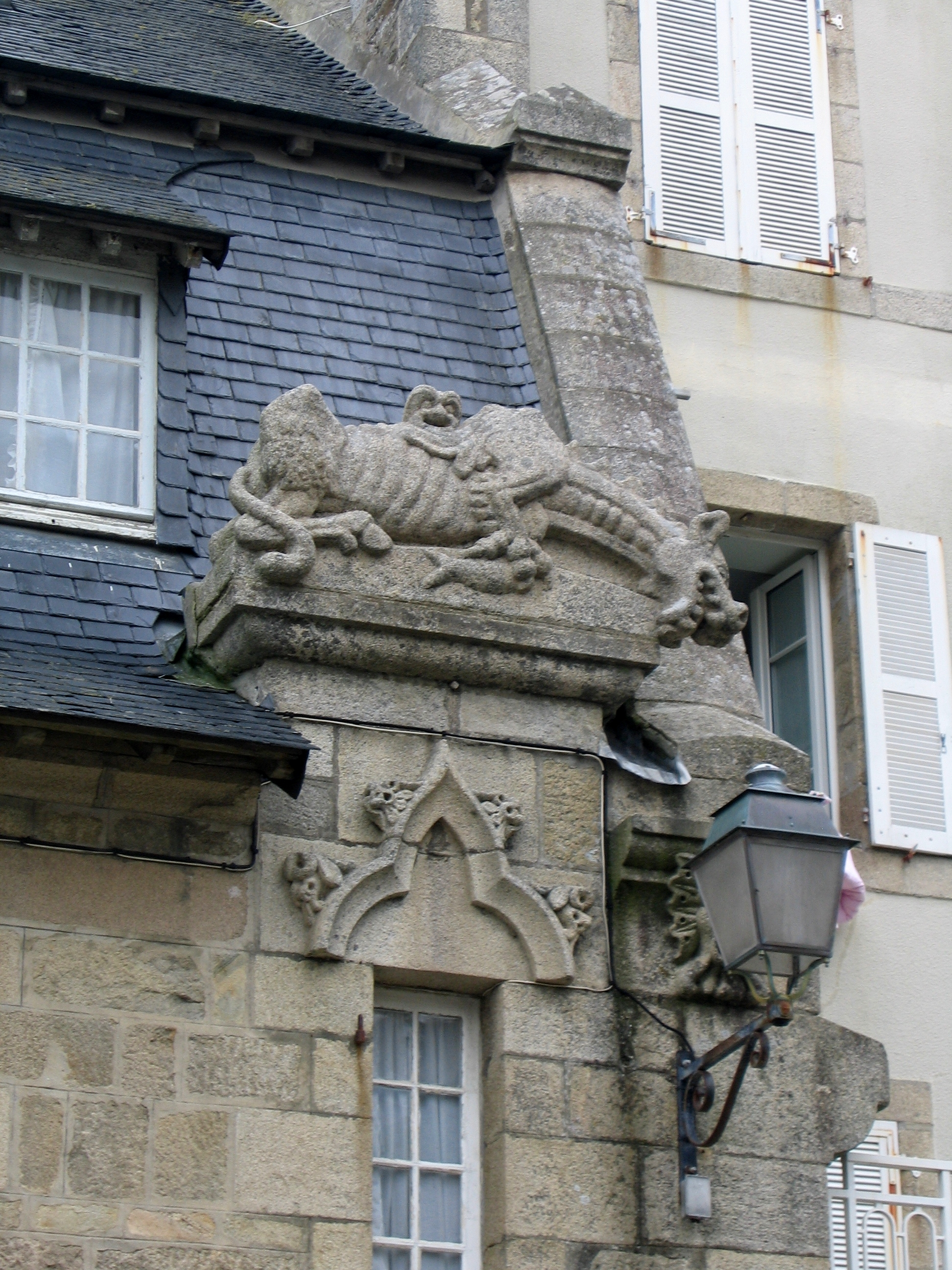
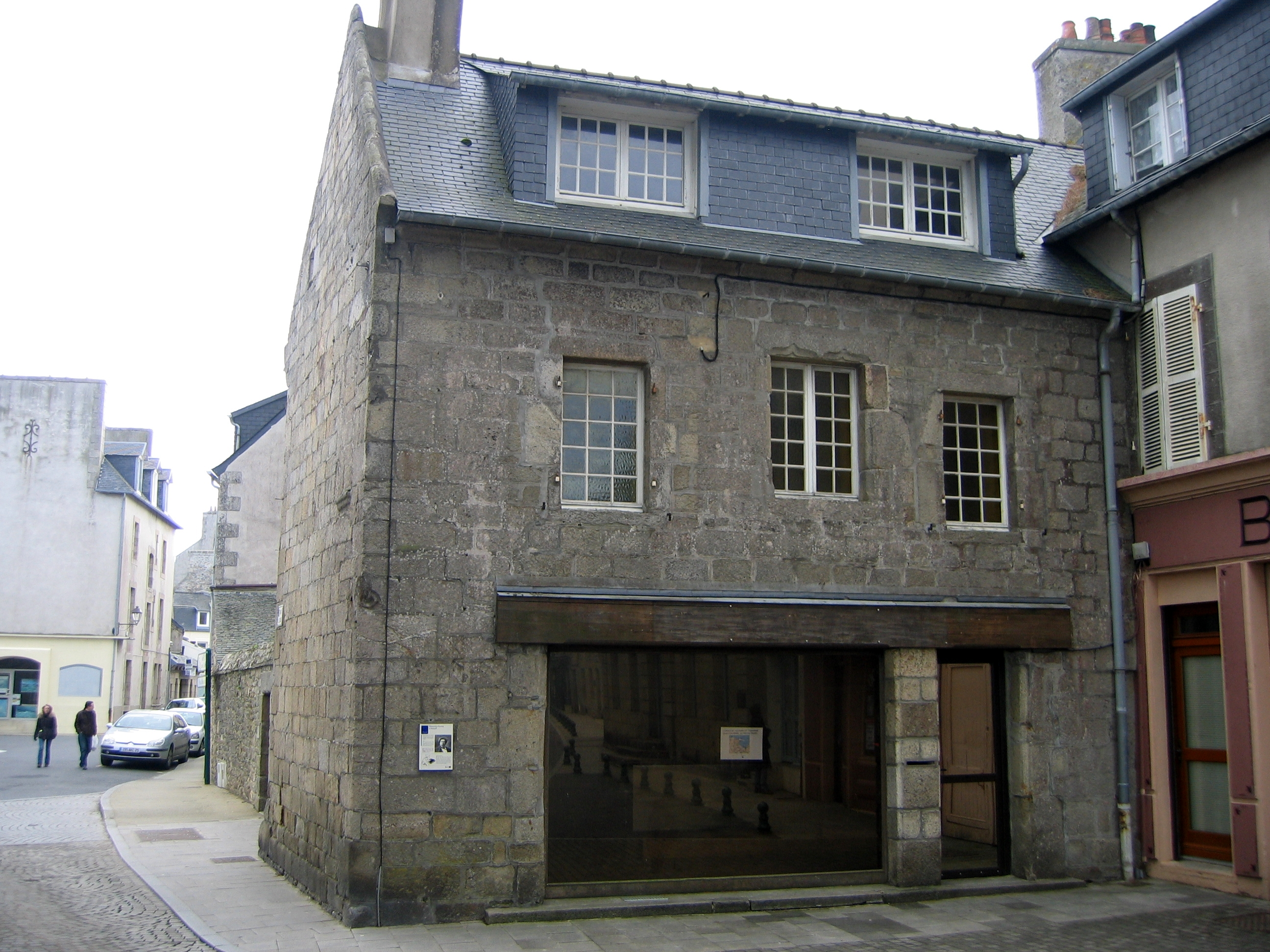